# Delia majuscula
Delia majuscula är en tvåvingeart som först beskrevs av Pokorny 1889.  Delia majuscula ingår i släktet Delia och familjen blomsterflugor. Arten har ej påträffats i Sverige. Inga underarter finns listade i Catalogue of Life.